# Rjurik (1892)
Rjurik byl pancéřový křižník ruského carského námořnictva. Ve službě byl v letech 1895–1904. Účastnil se rusko-japonské války a byl potopen v bitvě u Ulsanu.

## Stavba

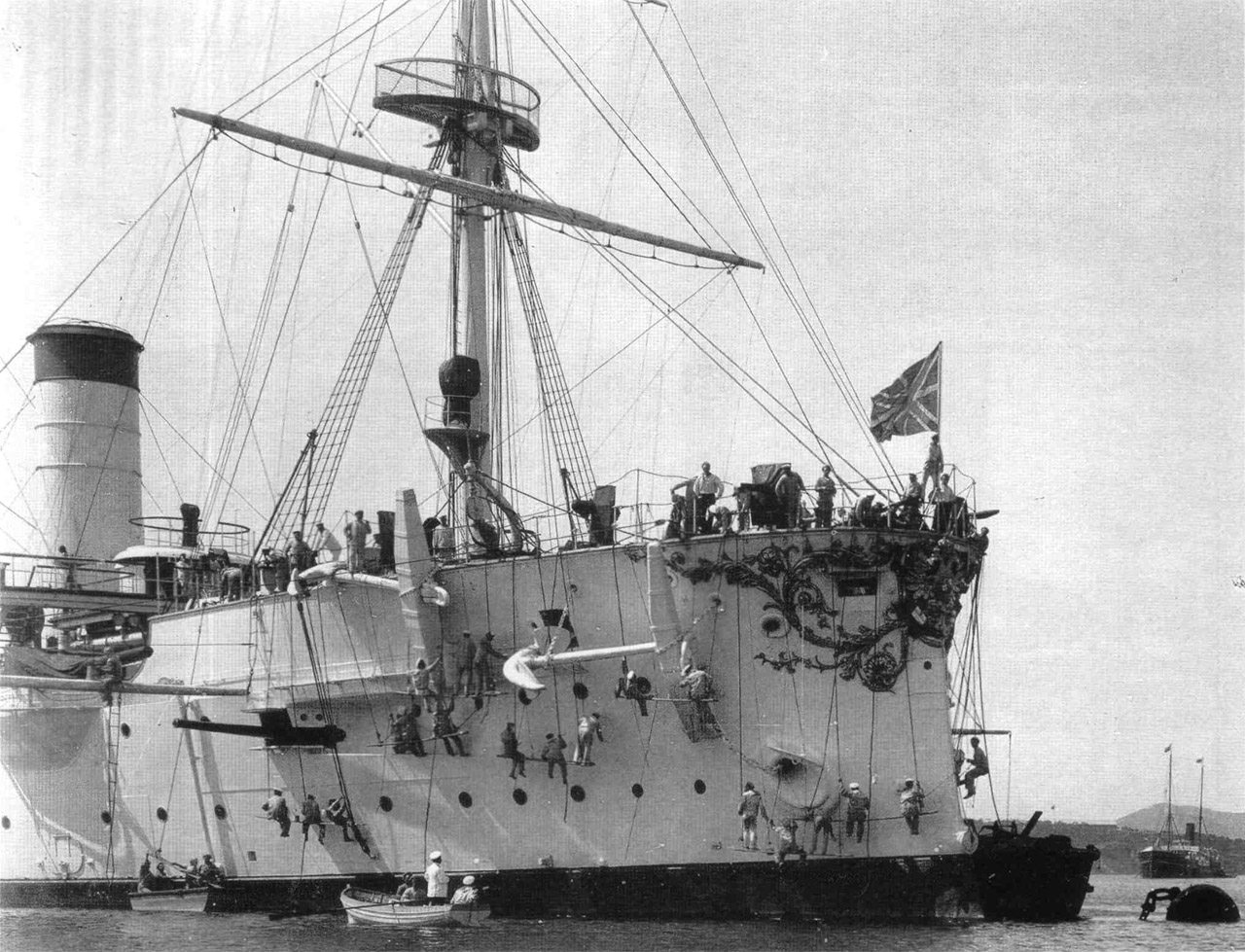
Rjurik

Křižník postavila loděnice Carr & McFerson v Petrohradu. Stavba byla zahájena roku 1890, na vodu byl spuštěn 3. listopadu 1892 a do služby byl uveden 16. listopadu 1895.

## Konstrukce
Křižník byl vyzbrojen čtyřmi 203mm kanóny, šestnácti 152mm kanóny, šesti 120mm kanóny, dvěma 63mm kanóny Baranowski, deseti 47mm kanóny, dvanácti 37mm kanóny a šesti 381mm torpédomety. Pohonný systém měl výkon 13 250 hp. Skládal se z osmi kotlů a svou parních strojů s trojnásobnou expanzí, pohánějících dva lodní šrouby. Nejvyšší rychlost dosahovala 18 uzlů. Dosah byl 6700 námořních mil při rychlosti 10 uzlů.

## Osudy

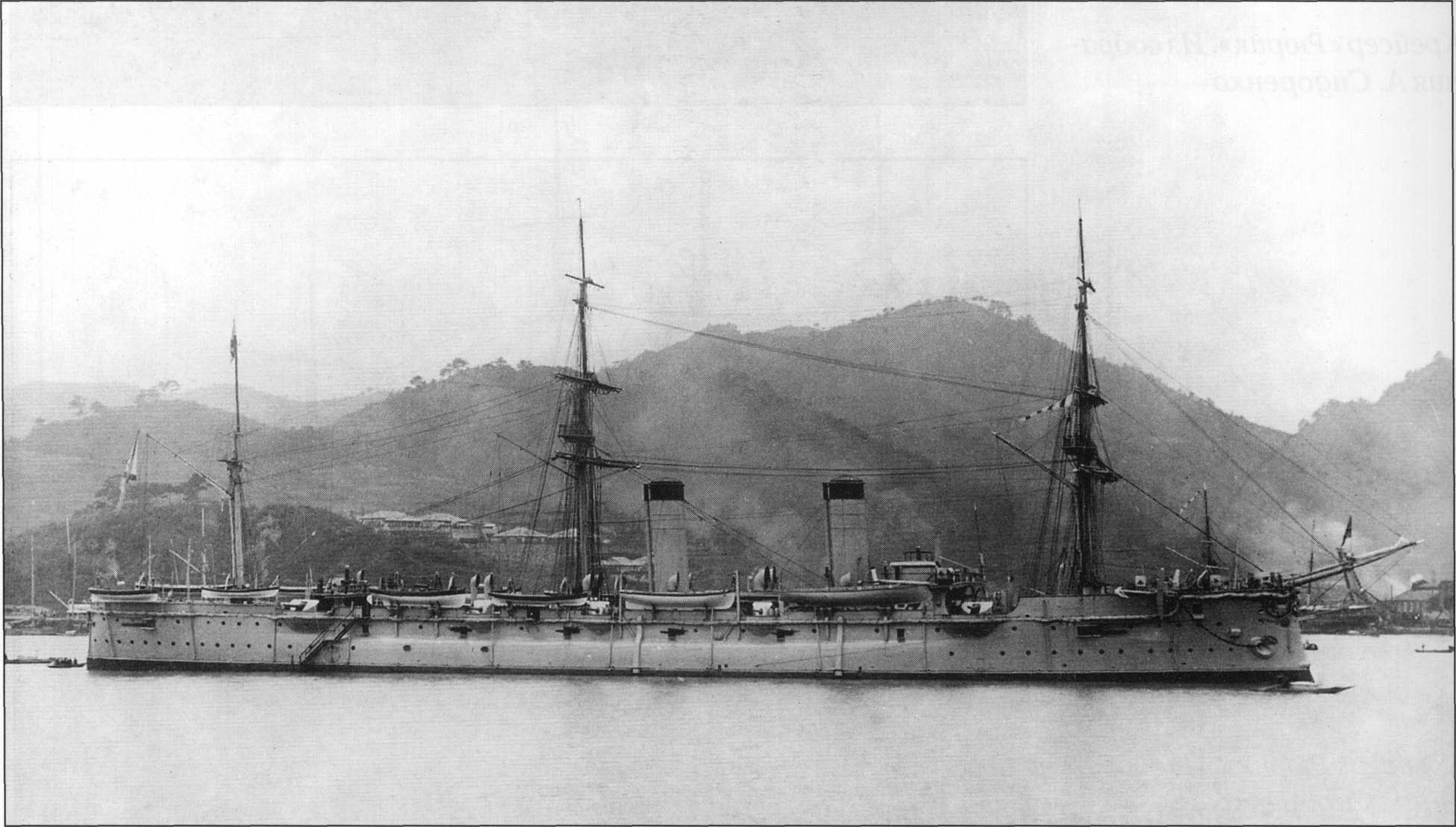
Rjurik

Křižník Rjurik se účastnil rusko-japonské války. Byl součástí eskadry operující z Vladivostoku, tvořené pancéřovými křižníky Gromoboj, Rossija, Rjurik a chráněným křižníkem Bogatyr. Dne 14. srpna 1904 byl potopen japonskými křižníky v bitvě u Ulsanu.